# جانيكس

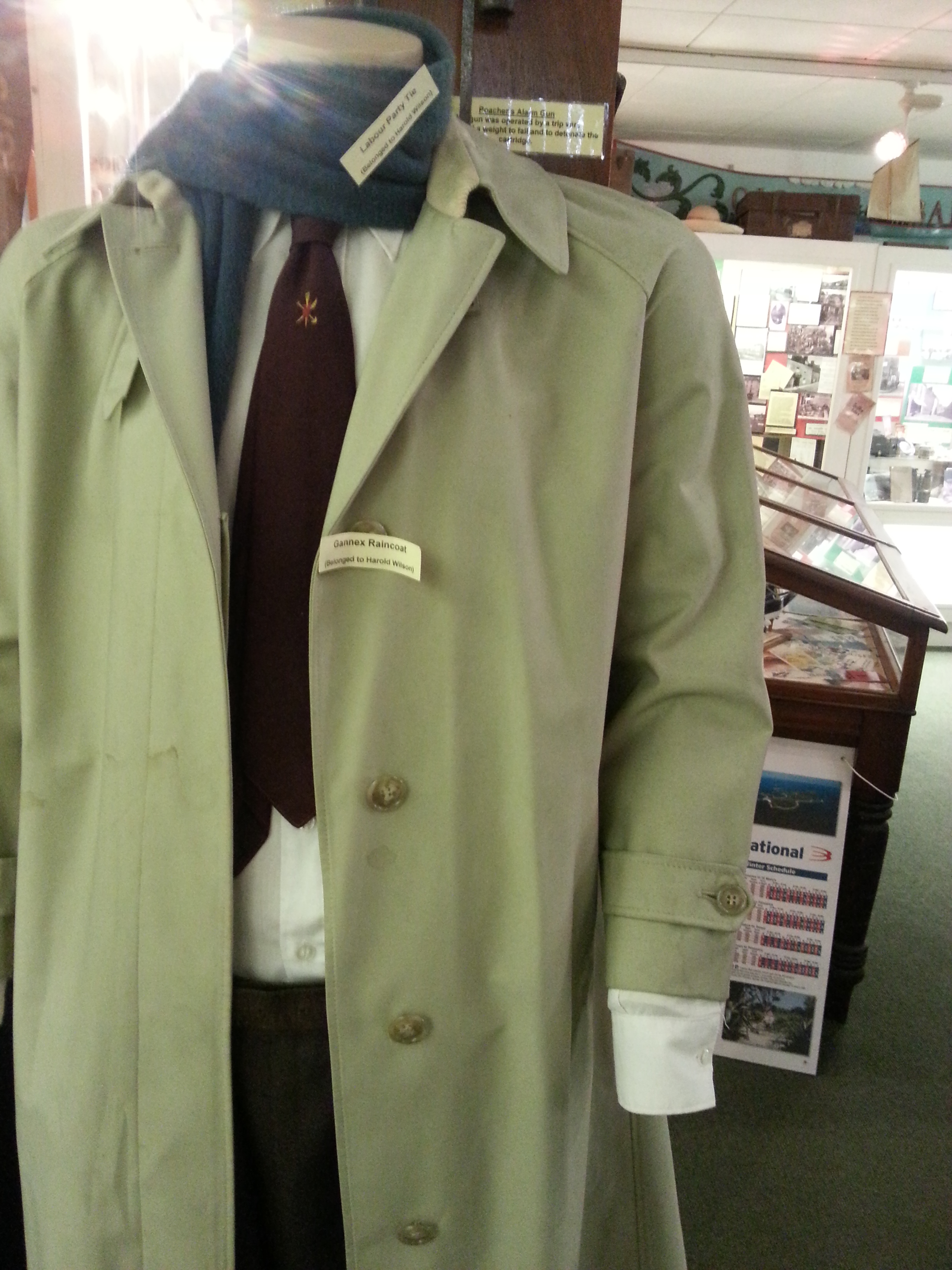
عُرض معطف (هارولد ويلسون) في متحف جزر سيلي عام 2014

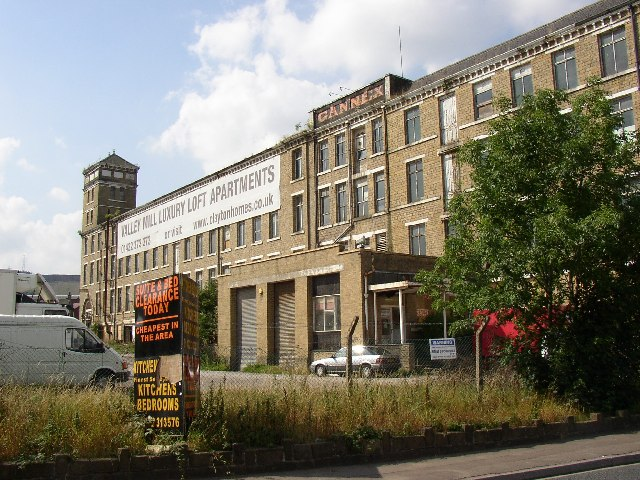
مصنع جانيكس ميلز في إلاند غرب يوركشر

جانيكس هو نسيج ضد الماء ويتكون من طبقة خارجية من النايلون وطبقة داخلية من الصوف وبين الطبقتين هواء. اخترع في عام 1951 من قبل جوزيف كاجان، وهو رجل صناعي بريطاني ومؤسس شركة Kagan Textiles Ltd. الشركة الآن غير موجودة. هُدِم المصنع السابق التابع للشركة في عام 2010. ارتدى المعطف العديد من الأشخاص المعروفين.